# Mercury Records
Pour les articles homonymes, voir Mercury.
Mercury Records est un label discographique américain, basé à Chicago, dans l'Illinois. Il est fondé en 1945 par Irving Green, Berle Adams et Arthur Talmadge. En 1962, Mercury Records est racheté par la société néerlandaise Philips Phonografische Industrie (PPI), propriétaire du label Philips Records. Il fait partie aujourd'hui des labels gérés par Universal Music Group.
Le label est présent dans différents pays dont les États-Unis, le Royaume-Uni, la France et l'Australie. Les enregistrements Mercury sont particulièrement réputés pour le soin extrême de leur prise en charge du son.

## Histoire

### Débuts
Mercury Record Corporation est fondé à Chicago en 1945 par Irving Green, Berle Adams, Ray Greenberg et Arthur Talmadge. La société joue un rôle majeur dans les domaines du rhythm and blues, du doo-wop, de la soul, du pop doo wop, de la pop soul, du blues, de la pop, du rock 'n' roll, du jazz et de la musique classique. Au début de l'histoire du label, Mercury ouvre deux usines de pressage, l'une à Chicago et l'autre à Saint-Louis, Missouri. En engageant deux promoteurs, Tiny Hill et Jimmy Hilliard, ils pénètrent le marché de la pop avec des noms tels que Frankie Laine, Vic Damone, Tony Fontane et Patti Page.
En 1946, Mercury engage Eddie Gaedel, un Américain atteint de nanisme, surtout connu pour avoir participé à un match de la Ligue majeure de baseball, pour incarner le « Mercury Man », avec un chapeau ailé semblable à son logo, afin de promouvoir les enregistrements de Mercury,. Certains des premiers enregistrements de Mercury comportaient une caricature de lui comme logo,.
En 1947, Jack Rael, musicien et publiciste/manager, persuade Mercury de laisser Patti Page (qu'il dirigeait) enregistrer une chanson qui devait être interprétée par Vic Damone, Confess. Le budget était trop faible pour qu'ils puissent engager une deuxième chanteuse pour fournir les parties « réponse » à Page, donc à la suggestion de Rael, elle fait les deux voix. Bien que l'overdubbing ait été utilisé occasionnellement sur des disques 78 tours dans les années 1930, pour des enregistrements d'Enrico Caruso et d'Elisabeth Schumann, entre autres, il s'agit du premier exemple documenté d'overdubbing sur bande.
La société a publié un très grand nombre d'enregistrements sous le label Mercury, ainsi que ses filiales (Blue Rock Records, Cumberland Records, EmArcy Records, Smash Records, et Wing Records, plus tard via Fontana Records et Limelight Records après avoir été absorbée par Philips). En outre, ils louaient et achetaient du matériel produit par des labels indépendants et les redistribuaient. Sous son propre label, Mercury publie une grande variété de styles d'enregistrements, de la musique classique au rock psychédélique. Ses filiales, quant à elles, se concentraient sur leurs propres catégories musicales spécialisées.
Mercury Records se distingue par ses innovations techniques dans la musique, notamment via les activités de Mercury Living Presence qui se spécialise depuis le début des années 1950 dans les enregistrements de musique classique de très haute qualité. À partir de 1953, et jusqu'au milieu des années 1960, les disques de la série Mercury Living Presence sont produits par Wilma Cozart Fine, qui avec ses réalisations va établir le standard pour les enregistrements de musique classique.

### Depuis les années 1960
Dans les années 1960, Mercury Records est racheté par Philips Records qui commercialise avec Mercury la première minicassette aux États-Unis. Mercury rejoint Polygram au début des années 1970, qui est lui-même racheté par Seagram/Universal en 1998,.
Fin 1998, PolyGram est racheté par Seagram, qui absorbe ensuite la société dans son unité Universal Music Group. Dans le cadre de cette réorganisation, Mercury Records est intégré au nouveau groupe Island Def Jam Music Group (IDJMG). La liste des artistes pop de Mercury est principalement reprise par Island Records, tandis que les artistes de hip-hop trouvent un nouveau foyer chez Def Jam Recordings, et que certains des artistes RnB de Mercury sont transférés vers la liste Def Soul Records nouvellement créée. L'ancienne unité country de Mercury devient Mercury Nashville Records. Mercury Records est relancé en 2007 en tant que label de Island Def Jam Music Group, avec David Massey comme président-directeur général de la nouvelle entreprise. Le label disparait en 2015. Le 11 avril 2022, Republic Records annonce l'acquisition de Mercury Records, qui restera leur label.
Le nom Mercury survit également dans la division Mercury Records d'UMG France, la division cinématographique Mercury Studios (qui a absorbé Eagle Rock Entertainment, acquise par UMG en 2014), le label de musique classique Mercury KX et les rééditions de catalogues aux États-Unis, au Royaume-Uni, en France, au Japon et au Brésil.

## Divisions

### Mercury Royaume-Uni
Au Royaume-Uni, Mercury Records publie le Groupe The Vamps. En 2013, la branche britannique de Mercury Records disparaît lorsqu'elle est intégrée à Virgin EMI Records.

### Mercury Australie
Lancé en 1955, il s'agissait exclusivement d'une opération locale (australienne) d'A&R à service complet. Le premier artiste australien connu de Mercury Records a été Keith Potger en 1968, mais le label a été mis en hibernation en 1999 au profit du label Universal jusqu'en 2007-2013. Parmi les artistes australiens qui ont connu le succès sur Mercury, on peut citer : INXS, Kamahl, Bullamakanka, Darren Hayes, Carl Riseley, The Preatures, Tiddas, Dragon, Teen Queens, Melissa Tkautz et Karise Eden.

### Mercury France
Dans les années 1950, Eddie Barclay signe un contrat avec Mercury Records pour distribuer les masters d'artistes tels que Ray Charles, Duke Ellington, etc. en France. Dans les années 1980, le label d'Eddie Barclay fusionne avec Mercury Records France,.
En France, Mercury est dirigé par Natacha Krantz-Gobbi depuis 2016 ; après le départ d'Olivier Nusse, depuis sa nomination à la présidence d'Universal Music France ; Il a été précédé de Sébastien Saussez. Dans les années 2000, le label fut dirigé par Santi, précédé de Yann-Philippe Blanc. Mercury France publie Jenifer, Marc Lavoine (de 2001 à 2011), Mr. Roux, Calogero (jusqu'en 2012), Zazie (jusqu'en 2017), Florent Pagny (jusqu'en 2009), Daniel Darc, Grégory Lemarchal, ERA, Mariah Carey, Nolwenn Leroy, Superbus (jusqu'à 2009), Johnny Hallyday (avant son départ pour Warner Music Group en 2005), Stromae, Jena Lee (de 2009 à 2011), Garou (depuis 2012), Emmanuel Moire (depuis janvier 2013), Kendji Girac, Louane Emera et Pascal Obispo (depuis 2018).
En 2009, la fusion de Mercury et Universal Licensing Music (ULM) a créé Mercury Music Group. Depuis 2011, cette unité rassemble les labels Mercury Records, Motown France, Fontana, Vertigo France (devenu Island Records France en 2014), Casablanca Records (devenu Panthéon Musique à la fin de 2014), Blue Note, Deutsche Grammophon, Decca, ECM, Verve et ULM.
En 2020, Mercury fusionne avec Barclay et est doté d'un répertoire local.

### Mercury Tokyo
Lancé en 1995 au Japon en tant que division de PolyGram K.K. (désormais Universal Music Japan), Mercury Music Entertainment disparait en 2002 au profit d'Universal J.
En 2017, Universal Music Japan relance le label sous le nom de Mercury Tokyo qui est chargé d'assurer les sorties japonaises du groupe Monsta X. Depuis lors, le label est rattaché à EMI Records et signe d'autres groupes de K-pop tel que Loona, Golden Child ou STAYC.